# Rocketeer
Rocketeer är en amerikansk tecknad serie av Dave Stevens, skapad 1982.  Det har även blivit en film, Rocketeer från 1991, regisserad av Joe Johnston.
Serien har publicerats i Sverige i tidningen Fantomen och som album från Semic.